# Anisogamodes flavipunctatus
Anisogamodes flavipunctatus är en nattsländeart som först beskrevs av Martynov 1914.  Anisogamodes flavipunctatus ingår i släktet Anisogamodes och familjen husmasknattsländor. Inga underarter finns listade i Catalogue of Life.